# Aleksandrowo (rejon miorski)
Aleksandrowo (biał. Александрова, Alieksandrowa; ros. Александрово, Alieksandrowo) – wieś na Białorusi, w obwodzie witebskim, w rejonie miorskim, 7 km na północ od Mior, nad jeziorem Orce. Wchodzi w skład sielsowietu Powiacie. 

## Historia
W 1865 r. wieś i dobra należały do Zajkowskich, przedtem do Michniewiczów. W 1900 roku leżały w gminie Miory, w powiecie dziśnieńskim guberni wileńskiej. Mieszkało tu 27 osób.
W okresie międzywojennym majątek i wieś Aleksandrowo leżały w granicach II Rzeczypospolitej w gminie wiejskiej Miory, w powiecie dziśnieńskim, w województwie nowogródzkim, od 1922 r. w Ziemi Wileńskiej, a od 1926 r. w powiecie brasławskim w województwie wileńskim.
Według Powszechnego Spisu Ludności z 1921 roku zamieszkiwało:
- majątek – 18 osób, 12 było wyznania rzymskokatolickiego a 6 mojżeszowego. Jednocześnie wszyscy mieszkańcy zadeklarowali polską przynależność narodową. Były tu 4 budynki mieszkalne[3]. W 1931 w 3 domach zamieszkiwało 23 osoby[4].
- wieś – 50 osób, 48 były wyznania rzymskokatolickiego a 2 prawosławnego. Jednocześnie 32 mieszkańców zadeklarowało polską a 18 białoruską przynależność narodową. Było tu 10 budynków mieszkalnych[3]. W 1931 w 9 domach zamieszkiwało 47 osób[4].

Wierni należeli do parafii rzymskokatolickiej w Miorach. Miejscowość podlegała pod Sąd Grodzki w Drui i Okręgowy w Wilnie; właściwy urząd pocztowy mieścił się w Miorach.
Po agresji ZSRR na Polskę w 1939 roku wieś znalazła się pod okupacją sowiecką, w granicach BSRR. W latach 1941–1944 była pod okupacją niemiecką. Następnie leżała w BSRR. Od 1991 roku w Republice Białorusi.
4 kwietnia 1904 r. we wsi, na terenie parafii Leonpol urodził się bł. Jerzy Kaszyra.